# Coricladus
O gênero Coricladus foi definido originalmente por André Jasper, Fresia Ricardi-Branco, Margot Guerra-Sommer (2005). A espécie Coricladus  quiteriensis é a Espécie tipo A espécie recebeu o nome em homenagem ao local onde foi encontrato, afloramento Quitéria na cidade de Pantano Grande. O afloramento esta na Formação Rio Bonito e datam  do Sakmariano, no Permiano.

## Definição
Como toda planta conífera, era uma planta vascularizada, que tinha reprodução por sementes. A classificação da sua ordem e família ainda é muito incerta.